# Sébastien Bouin
Sébastien „Seb“ Bouin (* 7. April 1993 in Draguignan) ist ein französischer Kletterer. Bouin klettert hauptsächlich draußen am Fels und ist für das Besteigen von Kletterrouten im hohen Schwierigkeitsbereich bekannt. Mit der Erstbegehung der Route DNA war er der zweite Kletterer, der eine Route mit dem Schwierigkeitsgrad 9c (5.15d) durchsteigen konnte.

## Karriere
Bouin begann mit 12 Jahren zu klettern. Mit 18 Jahren gelang ihm die Route PPP, seine erste 9a-Route, in Le Galetas, Frankreich. 2015 kletterte Bouin seine erste 9b-Route, Chilam balam in Málaga, Spanien. 2019 gelang ihm die erste Wiederholung der Route Move (9b/+), die von Adam Ondra 2013 erstbegangen worden war. Auf diese Route folgten zwei Erstbegehungen, die Bouin ebenfalls mit dem Schwierigkeitsgrad 9b/+ bewertete. Diese wurden bisher nicht wiederholt.
Am 29. April 2022 gelang ihm im Klettergebiet Verdonschlucht die Erstbegehung der Route DNA, die er mit 9c bewertete. Der Film über die Begehung war Teil des Banff Mountain Film Festival. Damit ist er neben Adam Ondra der zweite Kletterer weltweit, der eine 9c-Route durchsteigen konnte. Allerdings betonte Bouin, dass 9c nur ein Vorschlag sei, der durch weitere Besteigungen erst bestätigt werden müsse.
Am 21. Juli 2022 gelang ihm in Flatanger, Norwegen, die Erstbegehung der Route Nordic Marathon, welche er mit 9b/+ bewertete. Die Route ist eine Zusammensetzung von Nordic Plumper (8c) und der zweiten Seillänge von Thor's Hammer (9a+). Sie ist 130 Meter lang und wurde in einer Seillänge durchklettert. Wegen des starken Seilzugs wechselte Bouin während des Kletterns und ohne sich an einem Stand zu sichern einmal das Seil und kletterte die letzten 5–10 Meter Free Solo. Bouins Vision und ein mögliches nächstes 9c-Projekt ist die Zusammensetzung der Routen Move (9b/+) und der zweiten Seillänge von Thor's Hammer (9a+).
Am 1. November 2022 eröffnete Bouin mit Suprême Jumbo Love (9b+) die schwerste Route Amerikas. Die Route ist eine Variante von Jumbo Love (9b).

## Erfolge (Auswahl)
9c (5.15d)
- DNA – Verdonschlucht, Frankreich – 29. April 2022 – Erstbegehung[9]

9b+ (5.15c)
- Wolf Kingdom – Pic Saint Loup, Frankreich – 14. November 2024 – Erstbegehung[10]
- Bibliographie – Céüse, Frankreich – Juni 2023[11]
- Suprême Jumbo Love – Clark Mountain, USA – 1. November 2022 – Erstbegehung[8]
- Change – Flatanger, Norwegen – 6. August 2022[12]

9b/+ (5.15b/c)
- Nordic Marathon – Flatanger, Norwegen – 21. Juli 2022 – Erstbegehung[6]
- Beyond Integral – Pic Saint-Loup, Frankreich – 22. Oktober 2020 – Erstbegehung[3]
- La Rage d'Adam – Verdonschlucht, Frankreich – 4. September 2019 – Erstbegehung[4]
- Move – Flatanger, Norwegen – 17. Juni 2019 – Zweitbegehung nach Adam Ondra[13]

9b (5.15b)
- Move Hard – Flatanger, Norwegen – 24. Juli 2023[14]
- ACL (Ariégeois Cœur Loyal) – Pic Saint-Loup, Frankreich – 8. April 2023 – Erstbegehung
- Jumbo Love – Clark Mountain, USA – 19. Oktober 2022[15]
- The Dream – Brar, Albanien – 16. Dezember 2019
- Mamichula – Oliana, Spanien – 15. April 2019
- Les yeux plus gros que l'autre – Russan, Frankreich – 11. Mai 2018 – Erstbegehung
- Chilam Balam – Villanueva, Spanien – Mai 2015[16]

9a+/9b (5.15a/b)
- Jamming Destruction – Saint Auban, Frankreich – August 2023 – Erstbegehung[17]
- Rei de Bering – Cabo Espichel, Portugal – Januar 2023 – Erstbegehung
- Iron Curtain – Flatanger, Norwegen –  Juli 2022 – Zweitbegehung nach Adam Ondra[18]

9a+ (5.15a)
- Thor's Hammer – Flatanger, Norwegen –  Juli 2022[19]